# Courage C52
 (août 2017).
Si vous disposez d'ouvrages ou d'articles de référence ou si vous connaissez des sites web de qualité traitant du thème abordé ici, merci de compléter l'article en donnant les références utiles à sa vérifiabilité et en les liant à la section « Notes et références ».
Chronologie des modèles
Courage C51 Courage C60
La Courage C52 est une voiture de course construite par Courage Compétition pour prendre la suite de la C51 et concourir aux 24 Heures du Mans. Trois châssis ont été assemblés, dont un, utilisé par Pescarolo Sport est une conversion d'un châssis Courage C41.

## Développement

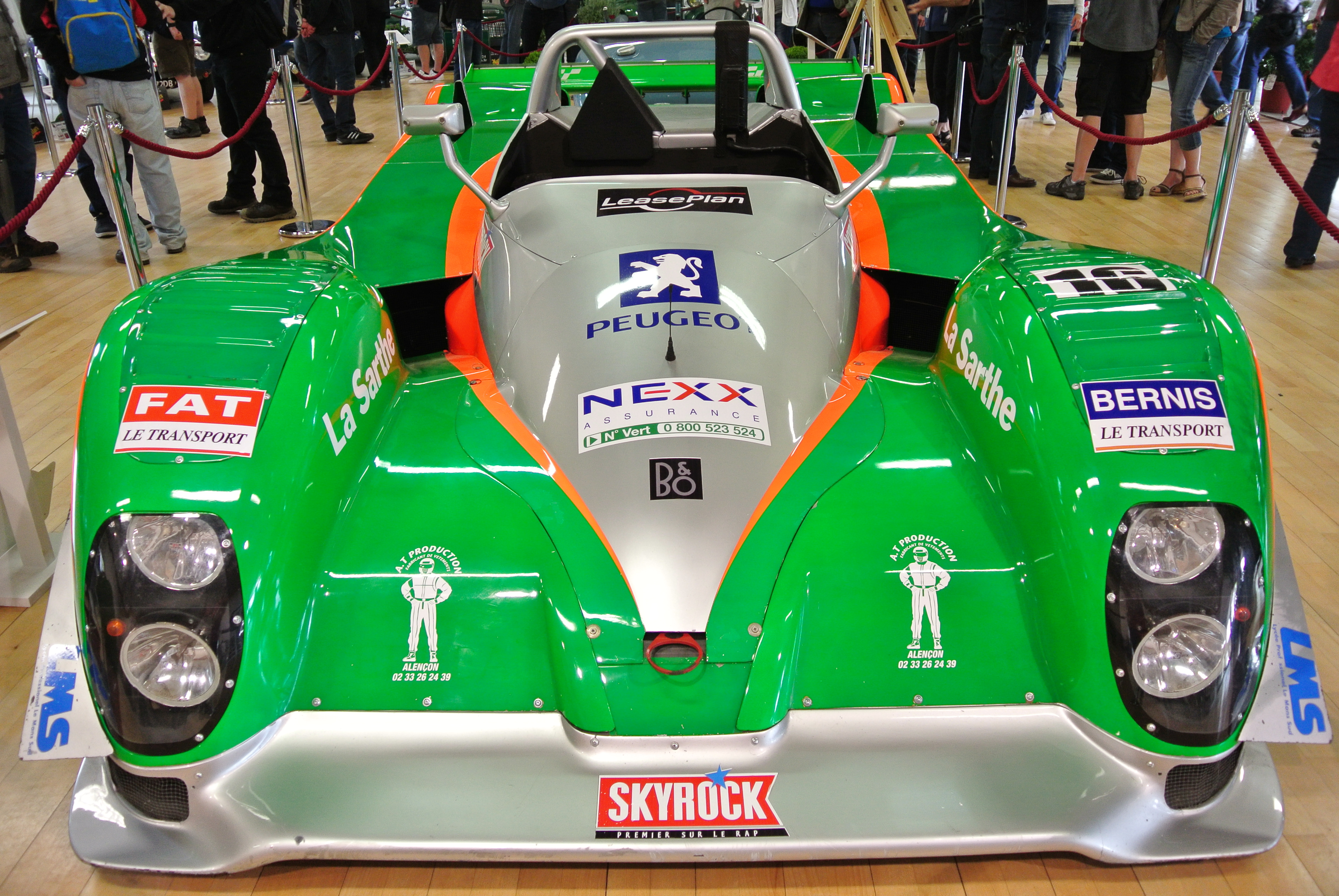
La Courage C52-Peugeot engagée par Pescarolo Sport en 2000.

Dans l'objectif de mettre au point un prototype ouvert pour l'édition 1999 des 24 heures du Mans, le constructeur nippon Nissan se tourne vers Courage pour concevoir un châssis et développer le moteur japonais. En effet, en 1998, deux Courage propulsées par des moteurs Nissan avaient été engagées au départ avec le moteur VRH35Z 3,5 L V8 Turbo auparavant utilisés par la Nissan R390 GT1 mais les deux ont abandonné. Nissan poursuit sa collaboration avec Courage en 1999 et achète un châssis C52 pour courir aux côtés de leur propre prototype R391, alors que l'écurie française continue d'utiliser et de développer les moteurs Nissan dans sa propre voiture. 
À la suite du rachat de Nissan par Renault, le programme sportif en endurance de la marque nippone prend fin en 1999 alors que Courage Compétition avait, avant l'épreuve mancelle, prolongé son partenariat.

## Résultats sportifs
| Course            | Date          | no | Écurie              | Pilotes                                             | Châssis                     | Classement |
| Course            | Date          | no | Écurie              | Pilotes                                             | Moteur                      | Classement |
| ----------------- | ------------- | -- | ------------------- | --------------------------------------------------- | --------------------------- | ---------- |
| 24 Heures du Mans | 12 au 13 juin | 13 | Courage Compétition | Alex Caffi Andrea Montermini Domenico Schiattarella | C52-05                      | 6e         |
| 24 Heures du Mans | 12 au 13 juin | 13 | Courage Compétition | Alex Caffi Andrea Montermini Domenico Schiattarella | Nissan VRH35L 3.5L Turbo V8 | 6e         |
| 24 Heures du Mans | 12 au 13 juin | 21 | Nissan Motorsports  | Didier Cottaz Marc Goossens Fredrik Ekblom          | C52-02                      | 8e         |
| 24 Heures du Mans | 12 au 13 juin | 21 | Nissan Motorsports  | Didier Cottaz Marc Goossens Fredrik Ekblom          | Nissan VRH35L 3.5L Turbo V8 | 8e         |

| Course                | Date          | no | Écurie          | Pilotes                                                | Châssis                   | Classement |
| Course                | Date          | no | Écurie          | Pilotes                                                | Moteur                    | Classement |
| --------------------- | ------------- | -- | --------------- | ------------------------------------------------------ | ------------------------- | ---------- |
| 500 km de Silverstone | 13 mai        | 16 | Pescarolo Sport | Olivier Grouillard Sébastien Bourdais Emmanuel Clérico | C52-03                    | 6e         |
| 500 km de Silverstone | 13 mai        | 16 | Pescarolo Sport | Olivier Grouillard Sébastien Bourdais Emmanuel Clérico | Peugeot A32 3.2L Turbo V6 | 6e         |
| 24 Heures du Mans     | 12 au 13 juin | 16 | Pescarolo Sport | Olivier Grouillard Sébastien Bourdais Emmanuel Clérico | C52-03                    | 4e         |
| 24 Heures du Mans     | 12 au 13 juin | 16 | Pescarolo Sport | Olivier Grouillard Sébastien Bourdais Emmanuel Clérico | Peugeot A32 3.2L Turbo V6 | 4e         |